# Michał Klichowski
Michał Klichowski (ur. 16 marca 1987) – polski naukowiec zajmujący się neuronauką poznawczą (neurokognitywistyką) i pedagogiką eksperymentalną, profesor nauk społecznych. Jest zatrudniony w Uniwersytecie im. Adama Mickiewicza w Poznaniu. Pełni funkcję dyrektora Centrum Neuronauki Poznawczej, kierownika Zakładu Badań nad Procesem Uczenia się (Learning Laboratory) oraz Pełnomocnika Rektora UAM ds. Otwartej Nauki.

## Życiorys
W roku 2009 ukończył studia licencjackie, a rok później magisterskie na Wydziale Studiów Edukacyjnych Uniwersytetu im. Adama Mickiewicza w Poznaniu. Dwa lata później, w wieku 25 lat, obronił pracę doktorską pt. Społeczne konstrukcje podejść do uczenia się. Między kulturą linearną a kulturą klikania. Habilitował się w roku 2018 na podstawie rozprawy: Learning in CyberParks. A theoretical and empirical study. 18 lutego 2025 roku Prezydent Rzeczypospolitej Polskiej nadał mu tytuł naukowy profesora nauk społecznych.
Opublikował kilkanaście książek i kilkadziesiąt tekstów naukowych dotyczących technologicznego wspomagania uczenia się i problemu wpływu przemian techniki na poznawcze funkcjonowanie człowieka. Jest twórcą koncepcji uczenia się w cyberparkach oraz dowodu sztucznej inteligencji (AI proof), a także tzw. efektu neuro. Ponadto, jest współautorem czterech patentów na zestawy pomocy dydaktycznych „mini-Eduball”. Jego najnowsze badania dotyczą wpływu przemian technologicznych na organizację mózgu człowieka i wykorzystania metod przezczaszkowej stymulacji mózgu do wspomagania procesu uczenia się.
W latach 2019–2021 był koordynatorem naukowym międzynarodowego grantu European Cooperation in Science and Technology: European Network on Brain Malformations (Neuro-MIG), w ramach którego badania prowadziło blisko 200 naukowców z 31 krajów z 4 kontynentów. Od 2015 roku pełni funkcję zewnętrznego eksperta European Cooperation in Science and Technology. Jest również ekspertem Narodowej Agencji Wymiany Akademickiej. W roku 2019 był członkiem zespołu doradczego Ministerstwa Nauki i Szkolnictwa Wyższego ds. wykazów czasopism naukowych i recenzowanych materiałów z konferencji międzynarodowych. W latach 2019–2023 był zewnętrznym konsultantem naukowym Lusófona University of Humanities and Technologies w Portugalii.
Otrzymał wiele nagród naukowych, w tym Nagrodę Naukową Polskiej Akademii Nauk, stypendium Ministra Nauki i Szkolnictwa Wyższego dla wybitnych młodych naukowców oraz Stypendium Miasta Poznania za wybitne osiągnięcia naukowe.
Od wielu lat współpracuje z polskim neuronaukowcem Grzegorzem Króliczakiem, z którym między innymi prowadził innowacyjne eksperymenty z zastosowaniem przezczaszkowej stymulacji magnetycznej mózgu dotyczące neuronalnych korelatów procesów poznawczych realizowanych podczas zakupów w supermarketach.

## Wybrane publikacje
Najważniejsze książki
- Klichowski, M. (2024). Efekt neuro. Pedagogika i uwodzenie umysłów. Poznań: Wydawnictwo Naukowe UAM[36]
- Klichowski, M. (2017). Learning in CyberParks. A theoretical and empirical study. Poznan: Adam Mickiewicz University Press[37]
- Klichowski, M. (2014). Narodziny cyborgizacji. Nowa eugenika, transhumanizm i zmierzch edukacji. Poznań: Wydawnictwo Naukowe UAM[38]
- Klichowski, M. (2012). Między linearnością a klikaniem. O społecznych konstrukcjach podejść do uczenia się. Kraków: Oficyna Wydawnicza Impuls[39]

Najważniejsze artykuły
- Rosciszewska, A., Buszkiewicz, M., Dobrzynska-Kobylec, G., Klichowska, A., Przybyla, T., Nagy, B. B., Wicher, A. & Klichowski, M. (2025). Cognitive neuroscience approach to explore the impact of wind turbine noise on various mental functions. Humanities and Social Sciences Communications, 12:296[40]
- Klichowski, M., Wicher, A., Kruszwicka, A., & Golebiewski, R. (2023). Reverse effect of home-use binaural beats brain stimulation. Scientific Reports, 13:11079[41]
- Michalowski, B., Buchwald, M., Klichowski, M., Ras, M., & Kroliczak, G. (2022). Action goals and the praxis network: An fMRI study. Brain Structure and Function, 227, 2261-2284[42]
- Kroliczak, G., Buchwald, M., Kleka, P., Klichowski, M., Potok, W., Nowik, A. M., Randerath, J., & Piper, B. J. (2021). Manual praxis and language-production networks, and their links to handedness. Cortex, 140, 110-127[43]
- Klichowski, M., Nowik, A., Kroliczak, G., & Lewis, J. W. (2020). Functional lateralization of tool-sound and action-word processing in a bilingual brain. Health Psychology Report, 8(1), 10-30[44]
- Klichowski, M., & Kroliczak, G. (2020). Mental shopping calculations: A transcranial magnetic stimulation study. Frontiers in Psychology, 11:1930[45]
- Klichowski, M. (2020). People copy the actions of artificial intelligence. Frontiers in Psychology, 11:1130[46]
- Bonanno P., Klichowski M., & Lister P. (2019). A pedagogical model for CyberParks. In: Smaniotto Costa, C. et al. (Eds.), CyberParks – The Interface Between People, Places and Technology (pp. 294-307). Cham: Springer[47]
- Klichowski, M., & Kroliczak, G. (2017). Numbers and functional lateralization: A visual half-field and dichotic listening study in proficient bilinguals. Neuropsychologia, 100, 93-109[48]